# Mikulov (zámek)
Zámek Mikulov je barokní zámek, který se nachází v těsné blízkosti centra města Mikulov v okrese Břeclav. Stojí na skalnatém kopci zvaném Zámecký vrch a tvoří jednu z dominant města. Prostory zámku slouží jako stálá expozice Regionálního muzea v Mikulově i jako příležitostné dějiště kulturních akcí, jako je každoroční vinobraní.
Na místě mikulovského zámku původně stál kamenný románský hrad z dob Přemyslovců. Ve 13. století připadl Lichtenštejnům a začal být přestavován do gotické podoby.
Lichtenštejnové v roce 1560 hrad prodali Ladislavu Kereczenyimu, který začal s přestavbou hradu na renesanční zámek. Když se v roce 1575 stali novými majiteli hradu Ditrichštejnové, pokračovali s rozsáhlými přestavbami, které vyvrcholily za Františka z Ditrichštejna. V roce 1719 zámek vyhořel. Byl však znovu obnoven a potřebám Ditrichštejnů sloužil až do roku 1945, kdy v rámci osvobozeneckých bojů opět vyhořel. Zámek byl později obnoven podle návrhu architekta Otakara Oplatka a dnes je spravován Regionálním muzeem v Mikulově.

## Popis

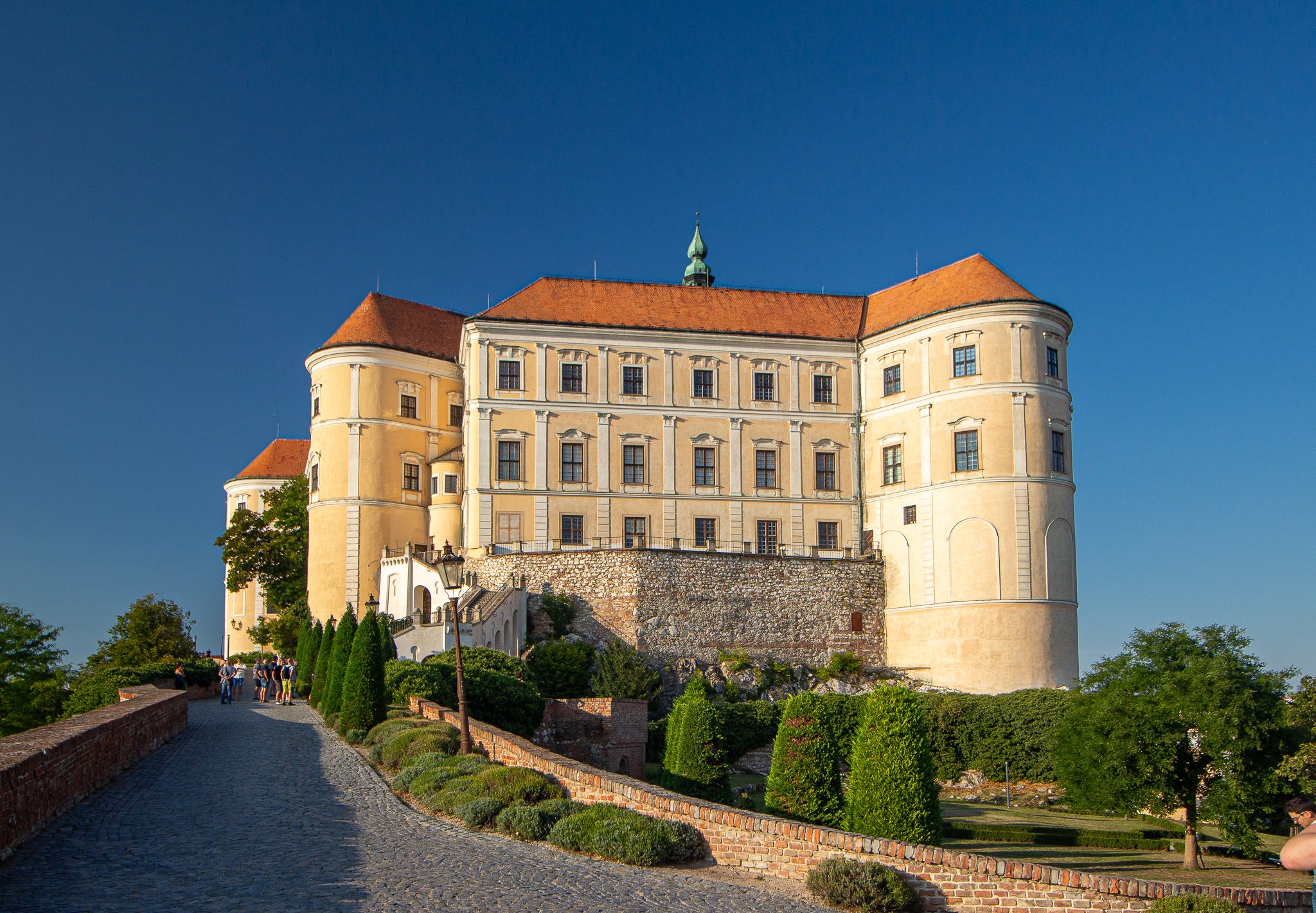
Jižní průčelí zámku

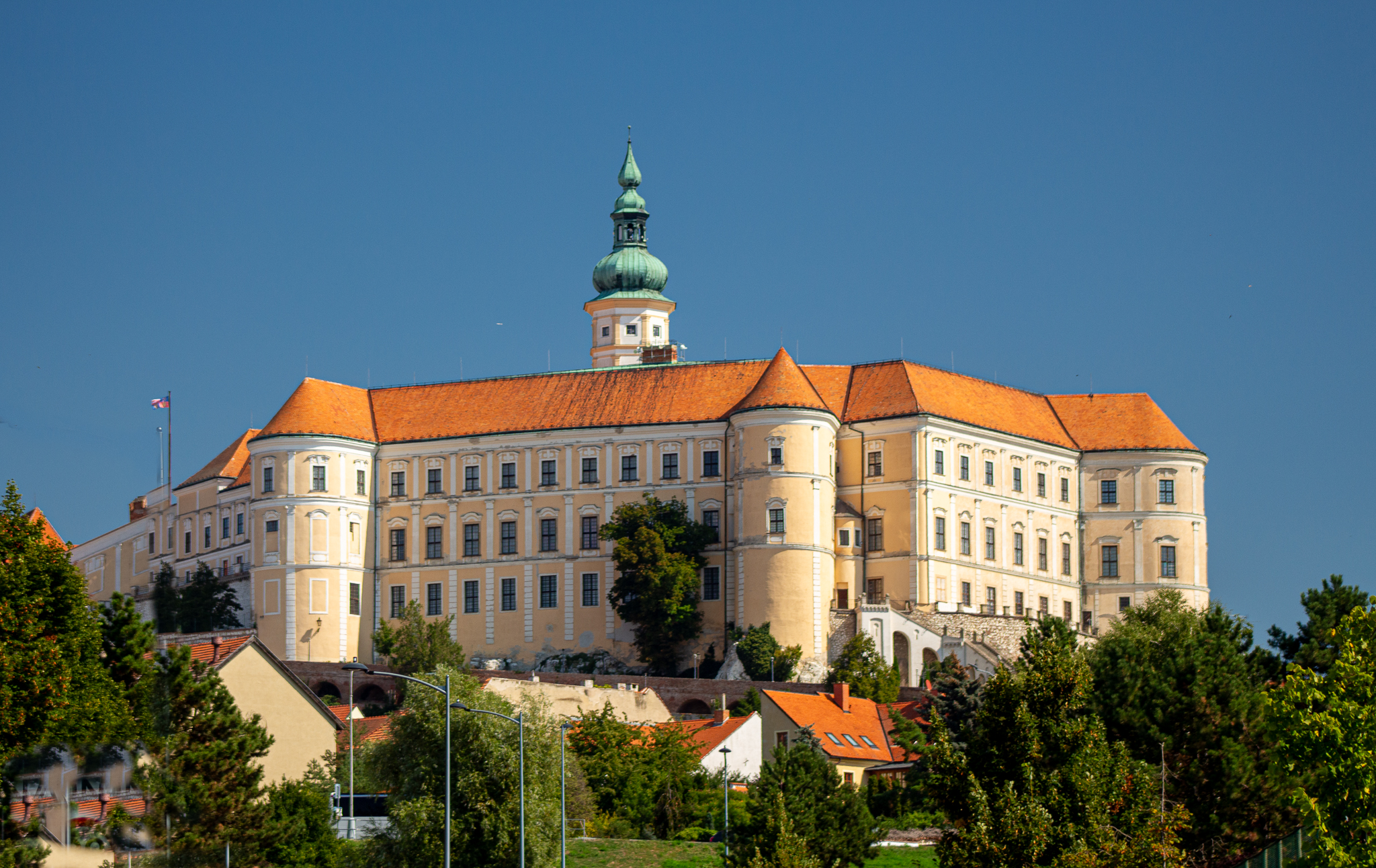
Pohled od západu

Mikulovský zámek se nachází v Jihomoravském kraji v okrese Břeclav v těsné blízkosti centra města Mikulov, nedaleko hranic s Rakouskem ve vinařské oblasti Pavlovských vrchů. Stojí na Zámeckém kopci a společně se Svatým kopečkem tvoří jednu z dominant města. K zámeckému komplexu patří i nedaleká předsunutá obranná věž zvaná Kozí hrádek. Ta v současné době slouží jako vyhlídka.
Zámek má protáhlý půdorys, příjezdová cesta k němu vede z východní strany směrem od mikulovského náměstí. Komplex zámeckých budov je vystavěn v barokním (původně renesančním) stylu. V současné době se v jejich prostorách nachází stálé expozice Regionálního muzea v Mikulově, které jsou zaměřeny především na vinařství a historii zámku.
Zámek má fakticky dvě hlavní nádvoří, jež od sebe odděluje spojovací chodba mezi západní a východní budovou. Severněji položené nádvoří sloužilo v minulosti jako čestný dvůr. Dnes se na něm nachází pozůstatky sochařské výzdoby zámku a gotická studna z 13. století. Bývalý čestný dvůr je spojen s přednádvořím skalním průchodem, nad kterým je vystavěna věž válcového tvaru s vestavěnou osmibokou kaplí zakončenou cibulovitou střechou. Dominantou přednádvoří je kamenná věž s břitem, vedle níž je brána zajišťující průchod k dalšímu přednádvoří s protáhlým půdorysem. Na něm se nachází vinný sklep, bývalé hospodářské budovy a jízdárna.

## Historie

### Počátky

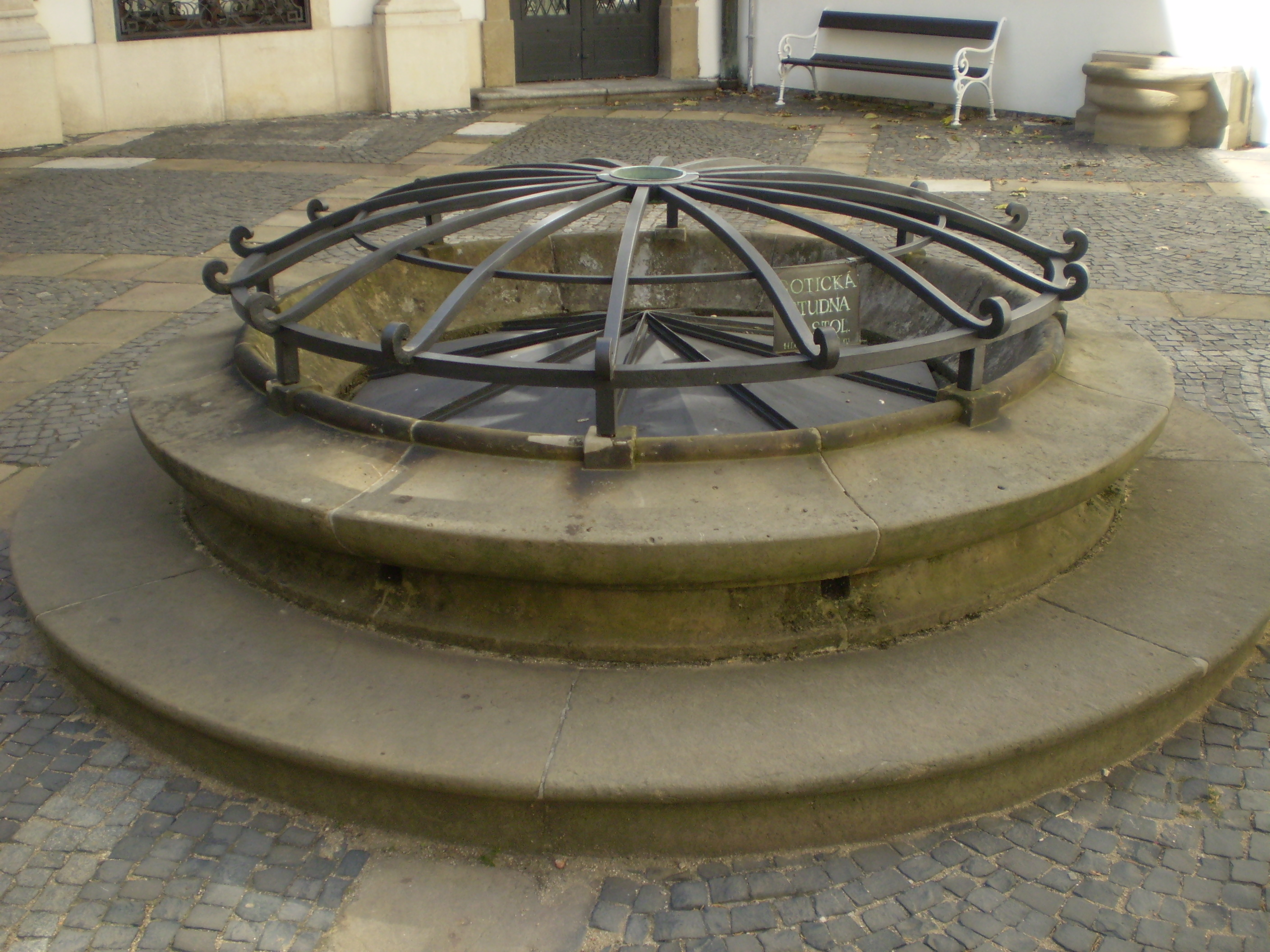
Gotická studna na nádvoří hradu z 13. století, jejíž hloubka dosahuje až 50 metrů

Podle archeologických průzkumů stála na Zámecké hoře v průběhu 11. – 12. století roubená stavba, jejímž úkolem bylo střežit moravsko-rakouské hranice.Novější průzkumy však odhalily další skutečnosti, kvůli kterým se historie objektu posouvá do 10. století. Po požáru původní tvrze bylo započato s výstavbou kamenného hradu, který by byl lépe odolný vůči ohni i případným nepřátelským útokům. Podnět pro vybudování kamenného hradu přišel ze strany Přemysla Otakara I. či jeho bratra Vladislava Jindřicha. Jeho nejstarší část se nachází na jižní straně Zámeckého kopce. Vůbec poprvé je hrad historicky doložen ve zprávách z roku 1249, kdy jej pozdější král Přemysl Otakar II. i s městem daroval Jindřichu z Lichtenštejna. V rukou Lichtenštejnů hrad zůstal až do roku 1560.

### Lichtenštejnové

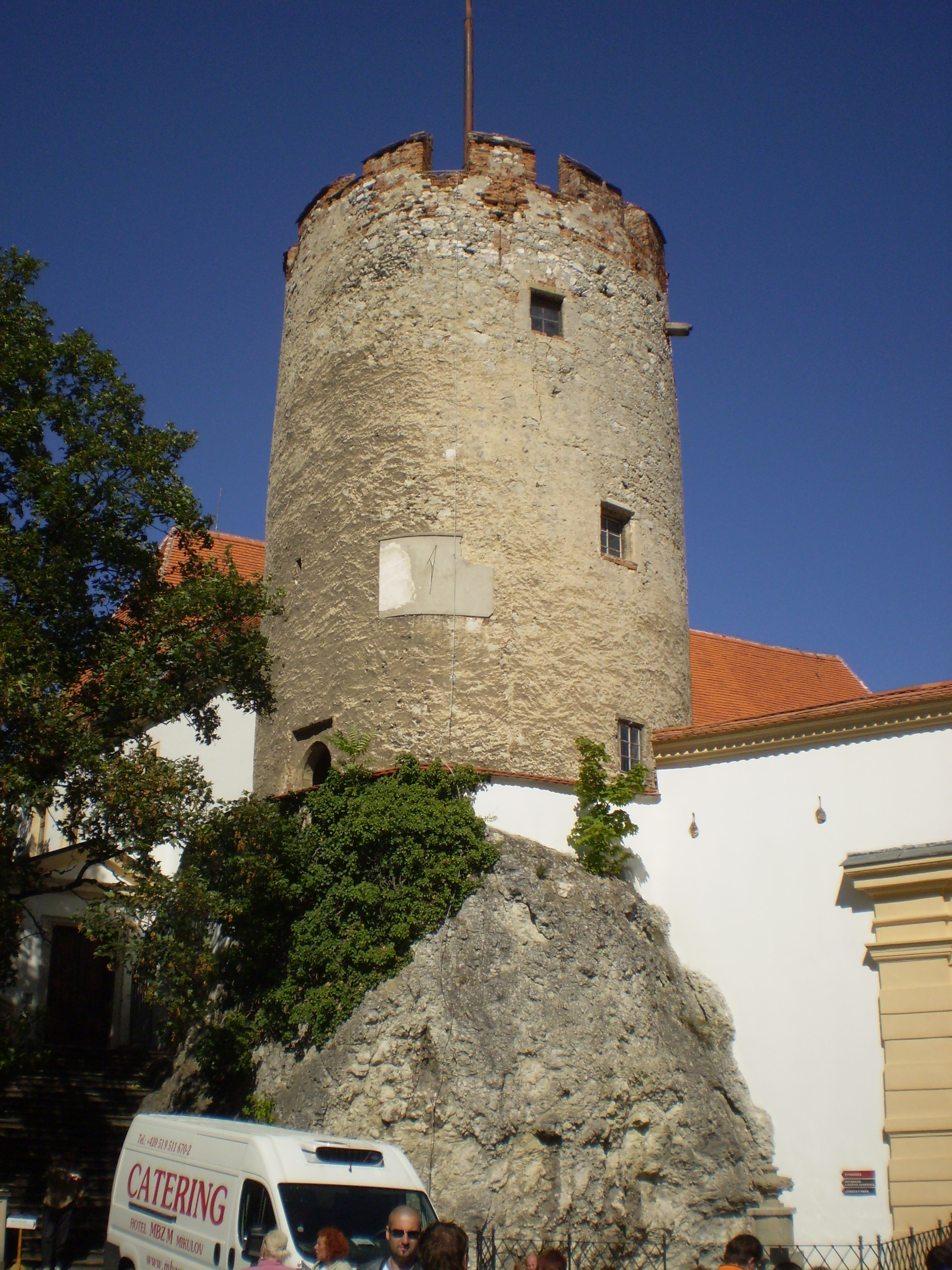
Zadní pohled na věž s břitem

Za dob Lichtenštejnů se mikulovský hrad stal hlavním sídlem jejich rodu a byl mnohokrát přestavován, většinou z důvodů zlepšení obranyschopnosti hradu a zvětšení jeho kapacity. Na konci 13. a počátku 14. století bylo před hlavním vstupem v severní části hradu vybudováno předhradí, na němž byla vystavěna věž válcovitého tvaru s břitem. Hrana této věže byla obrácena ve směru případných útoků na hrad, čímž se mělo zajistit zmenšení průrazu dělové koule, která by byla proti věži vypálena. Věž má průměr 9,5 m a na předhradí zámku stojí dodnes. Podobné věže byly v té době na moravských hradech velmi časté. Ještě koncem 13. století byla vystavěna hradní zeď, která obepínala celý hrad, a byl přestavěn hradní palác. Původně měl lichoběžníkový půdorys o rozměrech přibližně 11x16,5 m a jeho pozůstatky byly objeveny až v roce 1945. Jižní a nově přistavěnou severní část hradu spojoval skalní průchod, který je na zámku zachován dodnes.
K dalším přestavbám hradu došlo ve 14. století. Na skále, v níž byl vybudován průchod mezi nádvořím a předhradím, byla vystavěna štíhlá věž kruhového půdorysu. V roce 1380 byla do této věže vestavěna osmiboká hradní kaple Panny Marie a Jana Evangelisty a na protějším skalnatém vrchu severně od hradu byla vybudována obranná věž (vrchu se dnes říká „Kozí hrádek“, dříve Turold).
Když se začalo v českých zemích vzmáhat husitství a Lichtenštejnové se přidali na stranu Zikmunda Lucemburského, stal se mikulovský hrad roku 1426 terčem husitského útoku. Díky jeho strategické pozici a dobrému obrannému zabezpečení se jej však husitům nepodařilo dobýt. Jelikož Lichtenštejnové patřili ke stoupencům krále Václava IV., pomohli mu počátkem 15. století uprchnout z vídeňského vězení. Když se král vracel do Čech, krátce na mikulovském hradě pobýval. V tomtéž století zde pobývala i Perchta z Rožmberka, která tu prožívala své nešťastné manželství s Janem V. z Lichtenštejna. Později vešla ve známost jakožto „bílá paní jihočeských zámků“.
Možnost ohrožení lichtenštejnských území Turky přiměla pány hradu k další přestavbě, která by zajistila ještě lepší obranu než doposud. Okolo roku 1540 byla zahájena přístavba mohutných, hluboko do skal předsunutých bastionů, a to na jihovýchodní, jihozápadní, severní a západní straně. Severní bastion byl přitom postaven na místě hradního paláce, jehož zdivo bylo při stavbě bastionu využito. Když se Lichtenštejnové dostali v 16. století do finančních potíží, byl Kryštof IV. z Lichtenštejna nucen hrad prodat. Za 60 000 tolarů jej roku 1560 odkoupil uherský šlechtic Ladislav Kerecsenyi. Kereczenyi započal s organizací rozsáhlé přestavby hradu na zámek. O Kerecsenyim se dochovala řada pověstí, podle nichž byl velmi krutý. Vyprávělo se o něm, že se na zámecké terase bavil střelbou do zajatých tureckých vojáků. Roku 1566 byl Kerecsenyi zajat Osmany při dobývání pevnosti Gyula a popraven. Mikulov zdědil jeho syn Kryštof, s jehož smrtí rod Kerecsenyiů vymřel a panství s hradem přešlo do císařovy správy.

### Ditrichštejnové

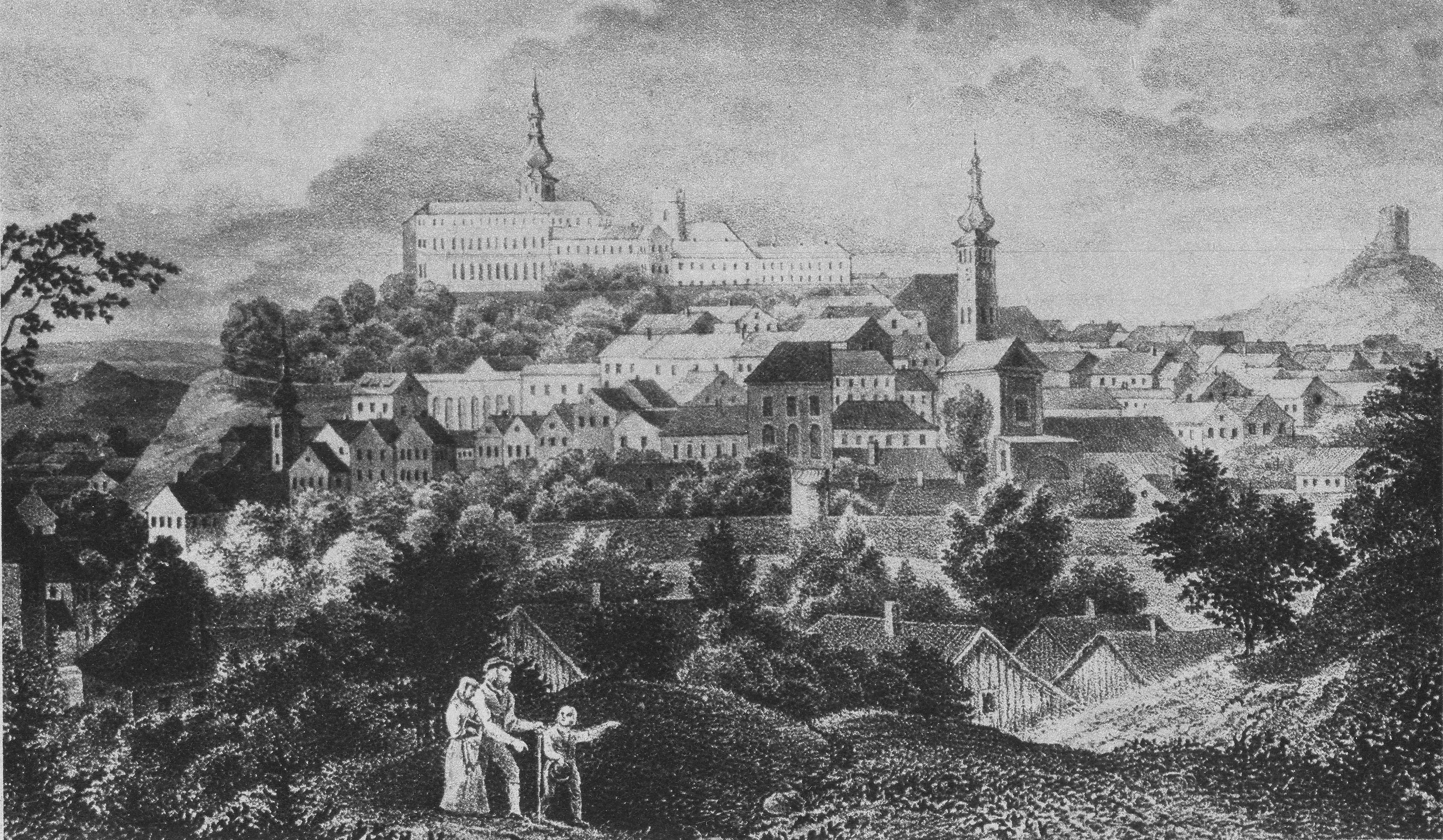
Rytina Františka A. Hebera z roku 1848 zobrazující zámek, vpravo obranná věž zvaná Kozí hrádek

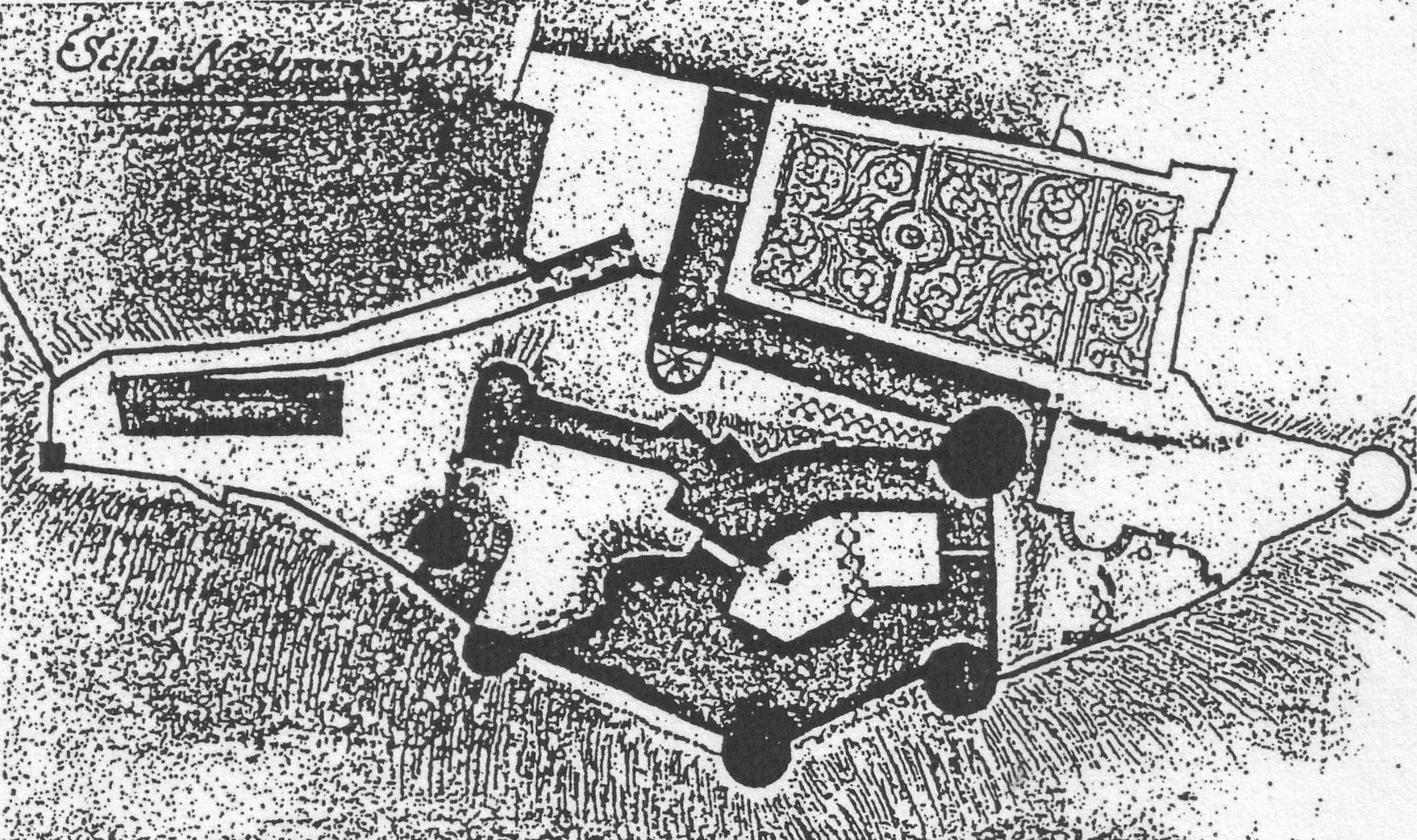
Plánek hradu z počátku 18. století (ze sbírky F. F. von Nicolai)

Tehdejší císař Rudolf II. roku 1575 celé panství daroval Adamovi z Ditrichštejna; v majetku jeho rodu zámek zůstal až do roku 1945. Ditrichštejnové pokračovali v započaté přestavbě, která vyvrcholila za kardinála Františka z Ditrichštejna (1570–1636). Ten na zámek přemístil svou kancelář i celý svůj dvůr z Olomouce a jeho přestavby vtiskly stavbě pozdně renesanční charakter. Velké přestavby se dočkal severní bastion, na němž byl vybudován sál předků, který sloužil zároveň jako reprezentativní místnost. Na stěnách sálu byli vyobrazeni zejména zemřelí členové rodu Ditrichštejnů; na výzdobě sálu se podíleli mnozí známí umělci, jako byl Jiří Gialdi, do současné doby se však z jednotlivých portrétů dochovala jen torza. Rozšířena byla severní a jižní křídla obytných budov, mezi západním a východním křídlem byla postavena visutá spojovací chodba, která dnes de facto rozděluje hlavní nádvoří na dvě části. V těsné blízkosti hradu nechal František postavit budovu divadla, vinný sklep s rozsáhlými prostory a knihovnu čítající velké množství cenných svazků. Architektem těchto přestaveb byl pravděpodobně italský stavitel Giovanni Giacomo Tencalla.
Nástupce Františka z Ditrichštejna Maxmilián nechal do sklepních prostor umístit sud na víno, který pojal zhruba 1014 hektolitrů vína, což z něj činilo nejobjemnější vinný sud střední Evropy. Sud se dochoval dodnes a slouží jako ukázka zručnosti tehdejších tesařů. V roce 1645 dobyla mikulovský zámek švédská armáda, která vyplenila zámek i město. Švédové vyloupili i zámeckou knihovnu a významnou část jejích knih si odvezli s sebou do Švédska. Další významná rekonstrukce zámku proběhla v druhé polovině 17. století, kdy byla zámku na popud knížete Ferdinanda z Ditrichštejna vtisknuta barokní podoba.
Kníže Ferdinand nejdříve opravil zámek po švédském rabování a poté nechal na východní straně zámku postavit terasu s altánem. Na samém konci 17. století ještě nechal vybudovat konírny. Obě stavby však byly v 19. století zbořeny.

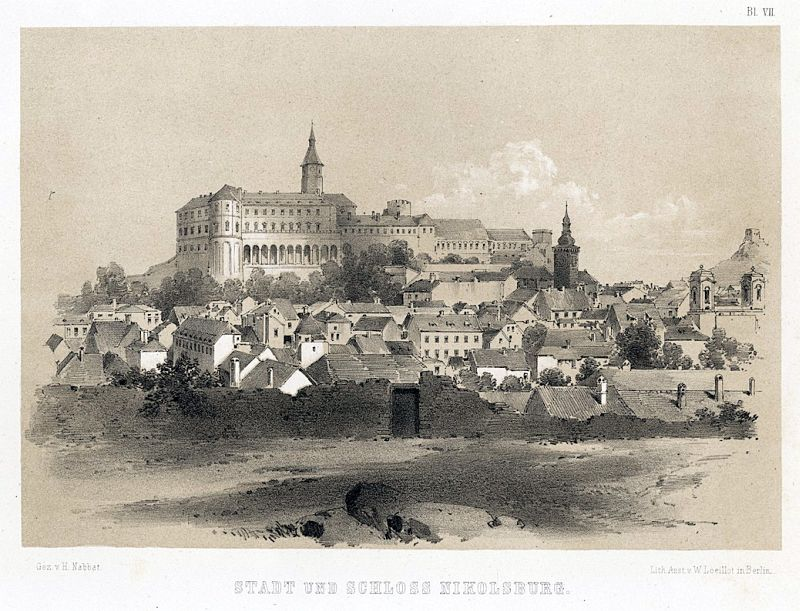
Mikulov a zámek v roce 1868, litografie H. Nabbatha

Důležitý okamžik pro historii zámku i Mikulova nastal v roce 1719. Mikulov tehdy zachvátil požár, který sežehl město a do základů vyhořel i zámek. Ditrichštejnové se však rozhodli zámek znovu vystavět.
Při přestavbě došlo ke sjednocení výškových rozdílů jednotlivých podlaží a navíc byly přistavěny budovy jízdáren a do zámku nebo jeho okolí byly umístěny umělecké předměty, jako například kamenné sochy podél příjezdové cesty k zámku či kovaná brána do zámecké zahrady. Hlavním architektem celé přestavby byl Christian Alexander Oedtl.
V roce 1753 složili moravští stavové hold Marii Terezii v trůnním sále.
V roce 1805 si prostory mikulovského zámku vybral Napoleon Bonaparte pro vyjednání o mírových smlouvách mezi Francouzským a Rakouským císařstvím. 
Cestou na svou pražskou korunovaci se na zámku v srpnu 1836 zastavil a občerstvil Ferdinand V. Dobrotivý se svou chotí Marií Annou Savojskou.
Dne 26. července 1866, po porážce rakouských vojsk v bitvě u Sadové, bylo na zámku podepsáno příměří mezi Rakouskem a Pruskem, které je známé jako „Mikulovské příměří“. V 19. století došlo k dalším, avšak jen malým stavebním úpravám zámku.

### Poválečné období a současnost

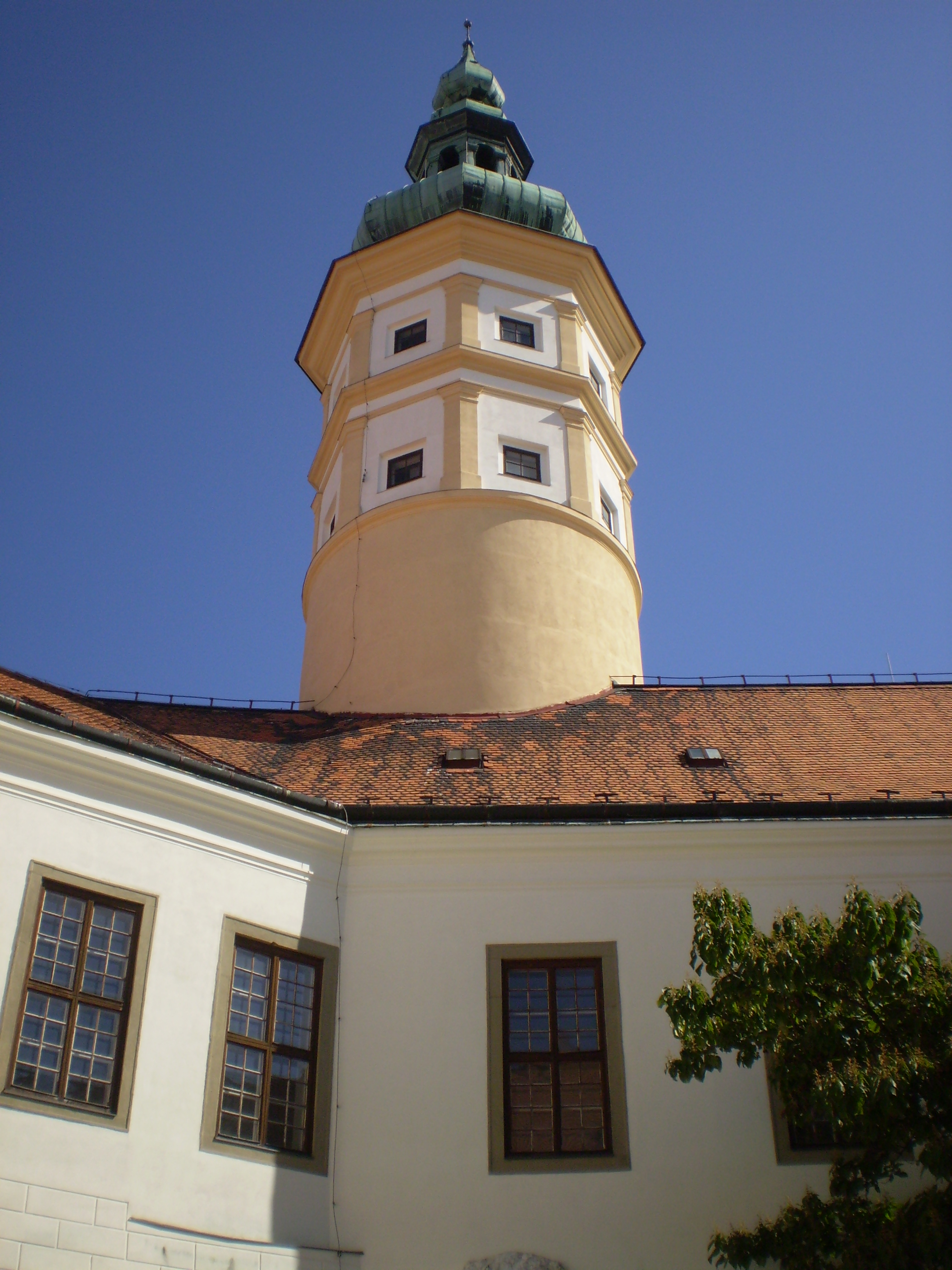
Válcová věž s polygonální kaplí a cibulovitou střechou, která se nachází nad skalním průchodem k čestnému nádvoří

Stavební a architektonický vývoj zámku tragicky poznamenal konec druhé světové války. Dne 22. dubna roku 1945 v rámci osvobozeneckých bojů zámek opět vyhořel, dosud nejsou známy přesné okolnosti vzniku požáru. Již o dva roky později však vznikl Spolek pro obnovu mikulovského zámku, který se zásadním způsobem zasloužil o nové vystavění zámeckého komplexu. Autorem současné podoby zámku je brněnský architekt Otakar Oplatek.
V roce 2005 se v zámeckém parku pořádala inscenace obsazení zámku Napoleonovou armádou. Zámek dnes slouží i jako muzeum a výjimečně také jako hotel. Pořádá se zde řada kulturních akcí, každoročně se též stává jedním z dějišť pálavského vinobraní.
V roce 2006 podala kněžna Mercedes Ditrichštejnová, která žije v Argentině, žalobu u okresního soudu v Břeclavi, v níž požaduje vydání zámku. V srpnu roku 2008 rozšířila svůj požadavek i na další mikulovské nemovitosti. V květnu 2010 břeclavský soud její požadavky zamítl. 

V srpnu 2007 byla díky deštivému počasí odhalena jeskyně, která se nachází pod nádvořím zámku.
V současné době zámek spravuje Regionální muzeum v Mikulově.